# Dzsibutiban történt légi közlekedési balesetek listája
A Dzsibutiban történt légi közlekedési balesetek listája mind a halálos áldozattal járó, mind pedig a kisebb balesetek, meghibásodások miatt történt, gyakran csak az adott légiforgalmi járművet érintő baleseteket is tartalmazza évenkénti bontásban.

## Dzsibutiban történt légi közlekedési balesetek

### 2017
- 2017. augusztus 2., Dzsibuti közelében. Egy kiképző repülőgép lezuhant kiképzési repülés végrehajtása közben Dzsibutiban. A gép pilótája és két női tanulója életét vesztette a balesetben.[1]

### 2018
- 2018. április 3., Dzsibuti nemzetközi repülőtér. Az Amerikai Egyesült Államok Haditengerészetének egyik McDonnell Douglas AV-8B Harrier II típusú vadászrepülője lezuhant. A gép pilótája katapultált és könnyebb sérüléseket szenvedett.[2]
- 2018. április 3., Arta Beach. Az Amerikai Egyesült Államok Haditengerészetének Sikorsky CH–53 Sea Stallion típusú helikoptere lezuhant és szerkezeti sérüléseket szenvedett. A gépen tartózkodók nem sérültek meg a balesetben.[2]